# Церпіш (Ропчицько-Сендзішовський повіт)
Церпіш (пол. Cierpisz) — село в Польщі, у гміні Сендзішув-Малопольський Ропчицько-Сендзішовського повіту Підкарпатського воєводства.
Населення — 174 особи (2011).
У 1975-1998 роках село належало до Ряшівського воєводства.

## Демографія
Демографічна структура станом на 31 березня 2011 року:
|          | Загалом | Допрацездатний вік | Працездатний вік | Постпрацездатний вік |
| -------- | ------- | ------------------ | ---------------- | -------------------- |
| Чоловіки | 86      | 17                 | 54               | 15                   |
| Жінки    | 88      | 12                 | 55               | 21                   |
| Разом    | 174     | 29                 | 109              | 36                   |